# Liste der tschechischen Beobachter und Abgeordneten zum EU-Parlament (2003–2004)
Die Liste der tschechischen Beobachter und Abgeordneten zum EU-Parlament (2003–2004) listet alle tschechischen Mitglieder des 5. Europäischen Parlamentes auf.
Nach der Ratifizierung des Beitrittsvertrags 2003 waren Tschechien und die übrigen Beitrittsstaaten der EU-Erweiterung 2004 vom EU-Parlamentspräsidenten Pat Cox dazu eingeladene Beobachter in das Parlament zu entsenden. Die Zahl der von den einzelnen Parlamenten zu ernennenden Abgeordneten entsprach der Zahl der Mitglieder des Europäischen Parlaments, auf die das betreffende Land nach dem Beitrittsvertrag Anspruch hatte, wobei die Ernennung der Abgeordneten unter angemessener Berücksichtigung der politischen Zusammensetzung des jeweiligen Parlaments erfolgte.
Nach Inkrafttreten des Beitrittsvertrags am 1. Mai 2004 wurden die Beobachter zu Abgeordneten des Parlaments. Aufgrund des späten Zeitpunkts innerhalb der Wahlperiode des EU-Parlaments wurde die Europawahl für diese Periode nicht nachgeholt, weshalb die ersten gewählten Abgeordneten Lettlands erst in der 6. Wahlperiode in das Parlament kamen.

## Mandatsstärke der Parteien
- GUE/NGL: 3
- SPE: 7
- ELDR: 1
- EVP-ED: 13

| Nationale Partei                                                          | Mandate | Fraktion                                                                                      |
| ------------------------------------------------------------------------- | ------- | --------------------------------------------------------------------------------------------- |
| Občanská demokratická strana (ODS)                                        | 8       | Fraktion der Europäischen Volkspartei und europäischer Demokraten (EVP-ED)                    |
| Křesťanská a demokratická unie– 000Československá strana lidová (KDU-ČSL) | 2       | Fraktion der Europäischen Volkspartei und europäischer Demokraten (EVP-ED)                    |
| Unie svobody – Demokratická unie (US-DEU)                                 | 1       | Fraktion der Europäischen Volkspartei und europäischer Demokraten (EVP-ED)                    |
| Kresťanskodemokratické hnutie (KDH)                                       | 1       | Fraktion der Europäischen Volkspartei und europäischer Demokraten (EVP-ED)                    |
| Parteilose Abgeordnete                                                    | 1       | Fraktion der Europäischen Volkspartei und europäischer Demokraten (EVP-ED)                    |
| Česká strana sociálně demokratická (CSSD)                                 | 7       | Fraktion der Sozialdemokratischen Partei Europas (SPE)                                        |
| Komunistická strana Čech a Moravy (KSCM)                                  | 3       | Konföderale Fraktion der Vereinten Europäischen Linken/ 000Nordischen Grünen Linken (GUE/NGL) |
| Parteilose Abgeordnete                                                    | 1       | Fraktion der Europäischen Liberalen, Demokratischen und Reformpartei (ELDR)                   |
| Gesamt                                                                    | 24      |                                                                                               |

## Abgeordnete
| Bild | Name               | von            | bis           | Partei    | Fraktion | Anmerkungen |
| ---- | ------------------ | -------------- | ------------- | --------- | -------- | ----------- |
|      | Miroslav Beneš     | 23. April 2003 | 19. Juli 2004 | ODS       | EVP-ED   |             |
|      | Milan Ekert        | 23. April 2003 | 19. Juli 2004 | CSSD      | SPE      |             |
|      | Hynek Fajmon       | 23. April 2003 | 19. Juli 2004 | ODS       | EVP-ED   |             |
|      | Richard Falbr      | 23. April 2003 | 19. Juli 2004 | CSSD      | SPE      |             |
|      | Vilém Holáň        | 24. April 2003 | 19. Juli 2004 | KDU-ČSL   | EVP-ED   |             |
|      | Kateřina Konečná   | 23. April 2003 | 19. Juli 2004 | KSČM      | GUE/NGL  |             |
|      | Daniel Kroupa      | 23. April 2003 | 19. Juli 2004 | parteilos | EVP-ED   |             |
|      | Petr Lachnit       | 23. April 2003 | 19. Juli 2004 | CSSD      | SPE      |             |
|      | Vladimír Laštůvka  | 23. April 2003 | 19. Juli 2004 | CSSD      | SPE      |             |
|      | Jaroslav Lobkowicz | 23. April 2003 | 19. Juli 2004 | KDU-ČSL   | EVP-ED   |             |
|      | Helena Mallotová   | 23. April 2003 | 19. Juli 2004 | ODS       | EVP-ED   |             |
|      | Jiři Maštálka      | 23. April 2003 | 19. Juli 2004 | KSČM      | GUE/NGL  |             |
|      | Miroslav Ouzký     | 23. April 2003 | 19. Juli 2004 | ODS       | EVP-ED   |             |
|      | Alena Palečková    | 23. April 2003 | 19. Juli 2004 | ODS       | EVP-ED   |             |
|      | Jiři Pospíšil      | 23. April 2003 | 19. Juli 2004 | ODS       | EVP-ED   |             |
|      | Miloslav Ransdorf  | 23. April 2003 | 19. Juli 2004 | KSČM      | GUE/NGL  |             |
|      | Helena Rögnerova   | 1. Mai 2004    | 19. Juli 2004 | parteilos | ELDR     |             |
|      | Libor Rouček       | 23. April 2003 | 19. Juli 2004 | CSSD      | SPE      |             |
|      | Luděk Sefzig       | 23. April 2003 | 19. Juli 2004 | ODS       | EVP-ED   |             |
|      | Petr Šulák         | 23. April 2003 | 19. Juli 2004 | CSSD      | SPE      |             |
|      | Pavel Svoboda      | 23. April 2003 | 19. Juli 2004 | US-DEU    | EVP-ED   |             |
|      | Miloš Titz         | 23. April 2003 | 19. Juli 2004 | CSSD      | SPE      |             |
|      | Josef Vaculík      | 23. April 2003 | 19. Juli 2004 | KDH       | EVP-ED   |             |
|      | Jan Zahradil       | 23. April 2003 | 19. Juli 2004 | ODS       | EVP-ED   |             |